# 菊田義孝
菊田 義孝（きくた よしたか、1916年（大正5年）3月21日 - 2002年（平成14年）7月21日）は、日本の詩人・文芸評論家。「群系」創刊同人。
仙台市生まれ。1937年（昭和12年）明治大学文藝科卒。太宰治と親しく交わる。戦後、紫書房、大蔵財務協会に勤務。1960年（昭和35年）よりフリーの編集者。かたわら文芸評論を書いた。「群系」創刊同人。 息子・菊田求(1949-1975)も詩や小説を書いたが、学生運動のさなか自死した。遺稿集に『反逆と愛のはざまで　ある学生の孤独な遺書』(光風社出版　1979年５月)がある。

## 著書
- 『太宰治と罪の問題』修道社 1961
- 『太宰治と罪の問題』審美社 1964
- 『私の太宰治』大光社 1967
- 『終末の予見者太宰治』審美社 1972
- 『神の罠』審美社 1974
- 『太宰治の弱さの気品』旺国社 1976
- 『人間脱出 太宰治論』弥生書房 1979
- 『遠藤周作論 かれは、なにを書かなかったか』永田書房 1987
- 『魂の略歴 詩集』てんとうふ社 1993